# Hermann Ludwig Sello
Hermann Ludwig Sello (o Hermann Sello (* 25 de septiembre de 1800, Caputh - 28 de diciembre de 1876, Potsdam ) fue un botánico, y extraordinario horticultor prusiano alemán, descendiente de la famosa dinastía prusiana de los Sello de jardineros reales.
Tuvo una formación tradicional como jardinero, y viajó como educación obligatoria a Viena, y luego a Italia, Francia, Inglaterra, para en 1828 ya ser jardinero oficial.